# Federazione cestistica dell'Islanda
La Körfuknattleikssamband Íslands (acronimo KKÍ) è la federazione islandese di pallacanestro. È stata fondata il 29 gennaio 1961.
Organizza il campionato nazionale maschile e femminile e gestisce le nazionali maschile e femminile.